# الکس اوبرت
الکس اوبرت (انگلیسی: Alex Obert؛ زادهٔ ۱۸ دسامبر ۱۹۹۱) بازیکن واترپلو اهل ایالات متحده آمریکا است.
وی در مسابقات کشوری و بین‌المللی در مجموع برندهٔ ۲ مدال طلا، ۱ مدال برنز شده است.